# Collectivité européenne d'Alsace
Cet article concerne la collectivité territoriale. Pour la région historique et culturelle, voir Alsace. Pour les homonymes, voir Alsace (homonymie).
La collectivité européenne d'Alsace (CEA) est une collectivité territoriale française créée le 1er janvier 2021.
Elle résulte de la fusion des collectivités départementales du Bas-Rhin et du Haut-Rhin. Les deux départements continuent cependant d'exister en tant que circonscriptions administratives de l'État. Cette nouvelle collectivité dispose des compétences des départements mais aussi de compétences particulières, notamment en matière de coopération transfrontalière, de bilinguisme, de transports et d'organismes professionnels. Correspondant géographiquement à l'ancienne région Alsace, elle fait partie de la région Grand Est. La question de son maintien au sein de la région est régulièrement soulevée,,.
Sa création est actée par la loi no 2019-816 du 2 août 2019.

## Géographie
Située dans le nord-est de la France, la collectivité européenne d'Alsace est frontalière avec l'Allemagne et la Suisse. Elle est bordée à l'est par le Rhin, à l'ouest par le massif des Vosges, le plateau lorrain et au sud par le massif du Jura.
Son territoire, d'une superficie de 8 280 km2, correspond exactement à celui de l'ancienne région Alsace et comprend les départements — en tant que circonscriptions administratives — du Bas-Rhin (la « Basse-Alsace ») et du Haut-Rhin (la « Haute-Alsace »).
Sa plus grande ville est Strasbourg, capitale européenne, qui est également la préfecture du Bas-Rhin et le chef-lieu de la région Grand Est. La préfecture du Haut-Rhin est située à Colmar.
Avec 1 424 mètres, le Grand Ballon, point culminant du massif des Vosges, est également celui de la collectivité européenne d’Alsace.

## Transports
L'autoroute A35 traverse l'Alsace du sud au nord sur environ 180 km. Cette autoroute non concédée est transférée par l’État à la collectivité européenne d'Alsace — à l’exception de la portion traversant l’Eurométropole de Strasbourg — le 1er janvier 2021. L'Alsace est également placée sur deux axes ouest-est avec l'autoroute A4 (Paris - Strasbourg), exploitée par la Sanef, et l'autoroute A36 (Beaune - Mulhouse) exploitée par APRR.
L'Alsace a été l'une des régions pionnières en matière de chemin de fer avec Nicolas Koechlin qui entreprit la construction des premières lignes dès 1839. De nos jours, le réseau ferré permet un maillage dense du territoire. La ligne de Strasbourg à Bâle, dite « ligne de la Plaine d'Alsace », est parcourue par des TER circulant à 200 km/h. Cette ligne, ainsi que la portion alsacienne de la ligne de Paris à Strasbourg, constitue une section d'un axe important entre la Suisse, le Luxembourg et la Belgique. L'Alsace est aussi située au centre de deux axes ferroviaires à grande vitesse grâce à la LGV Est européenne et à la LGV Rhin-Rhône. La collectivité européenne d'Alsace pourrait contribuer à la réouverture des lignes transfrontalières entre Haguenau et Rastatt et entre Colmar et Vieux-Brisach.
Le Rhin est la première voie navigable d'Europe. La Commission centrale pour la navigation du Rhin siège d'ailleurs à Strasbourg depuis 1920. Les ports de Strasbourg et de Mulhouse sont les 2e et 3e ports fluviaux français.
Enfin l'Alsace compte deux aéroports : à Bâle-Mulhouse, seul aéroport binational au monde, et à Strasbourg-Entzheim.

## Population
Au Modèle:Ate, l'Alsace comptait 1 915 915 habitants.
Les communes de plus de 20 000 habitants en 2021 sont :
- Strasbourg avec 291 313 habitants ;
- Mulhouse avec 106 341 habitants ;
- Colmar avec 67 730 habitants ;
- Haguenau avec 35 715 habitants ;
- Schiltigheim avec 34 129 habitants ;
- Illkirch-Graffenstaden avec 27 118 habitants ;
- Saint-Louis avec 22 698 habitants.

La commune la moins peuplée d'Alsace est Lucelle avec 32 habitants en 2021.
En 2016, les deux départements alsaciens enregistrent le plus faible taux de pauvreté du Grand Est (13,1 %).

## Administration et politique
Le siège de la collectivité est situé à Strasbourg tandis que les assemblées se tiennent à Colmar.
La collectivité européenne d'Alsace comporte neuf arrondissements — cinq sont situés dans le Bas-Rhin et quatre dans le Haut-Rhin — divisés en quarante cantons (vingt-trois dans le Bas-Rhin et dix-sept dans le Haut-Rhin).
Le nombre de communes s'élève à 880 dont 514 dans le Bas-Rhin et 366 dans le Haut-Rhin.
Le Pôle métropolitain d'Alsace regroupe les cinq grandes intercommunalités du territoire à savoir l'Eurométropole de Strasbourg, Mulhouse Alsace Agglomération, Colmar Agglomération, la Communauté d'agglomération de Haguenau et Saint-Louis Agglomération. En outre, la collectivité européenne d'Alsace compte dix pays LOADDT.

### Nature juridique et compétences de la collectivité européenne d'Alsace
La collectivité européenne d'Alsace (CEA) est un modèle unique en France. Son nom fait référence à sa position au sein de l'Europe rhénane, à sa vocation transfrontalière ainsi qu'à la présence de nombreuses institutions européennes sur son territoire.
La collectivité européenne d'Alsace relève de la catégorie juridique des départements, même si elle possède certains caractéristiques de la région par son étendue géographique, son pouvoir de planification en matière de transport de coopération transfrontalière et l’existence d'un conseil de développement. La loi n°2019-816 du 2 août 2019, instituant la CEA, ne mentionne pas expressément son statut parmi les catégories de collectivités énoncées par la Constitution. Toutefois, le Conseil d'État a considéré expressément, dans un avis du 21 février 2019, qu'il s'agissait d'un « nouveau département », à cause de la proximité de son régime juridique avec celui d'un département. Le gouvernement n'a pas eu l'intention en 2019 de reconnaître la CEA comme étant une collectivité à statut particulier.
Bien qu'une proposition de loi ait été déposée ultérieurement par les sénateurs André Reichardt et Laurence Muller-Bronn pour tenter de la faire reconnaître en tant que collectivité à statut particulier, cette proposition n'a pas abouti.
En plus des compétences départementales, elle bénéficie des compétences suivantes :
- chef de file en matière de coopération transfrontalière[13] ;
- promotion du bilinguisme, de la langue et de la culture régionale avec possibilité de recruter par contrat des intervenants bilingues[14] ;
- gestion des actions relevant du Fonds social européen par délégation de l'État[15] ;
- possibilité pour une intercommunalité de déléguer à la collectivité européenne d'Alsace la compétence d’insertion par les activités de proximité[16] ;
- création d'un conseil de développement[17] ;
- promotion de l'activité touristique en France et à l'étranger[18] ;
- possibilité pour les ordres professionnels et les fédérations culturelles et sportives agréées de créer des organes à l'échelle de l'Alsace[19] ;
- transfert de la part de l’État des routes et autoroutes non concédées, à l'exception de celles qui sont transférées à l'eurométropole de Strasbourg[20] ;
- l'Alsace peut « disposer de statistiques à son échelle »[21].

De plus, l'identifiant territorial de la collectivité européenne d'Alsace est officiellement autorisé sur les plaques d'immatriculation.

### L'assemblée d'Alsace
L'assemblée d'Alsace, nom d'usage du conseil départemental, est l'assemblée délibérante de la collectivité européenne d'Alsace. Elle se substitue aux conseils départementaux du Bas-Rhin et du Haut-Rhin. Ses conseillers départementaux sont appelés « conseillers d'Alsace ». Son installation a eu lieu le 2 janvier 2021 à Colmar, certaines sessions de déroulent à Strasbourg notamment la session budgétaire.

Hôtel de la collectivité européenne d’Alsace de Strasbourg.
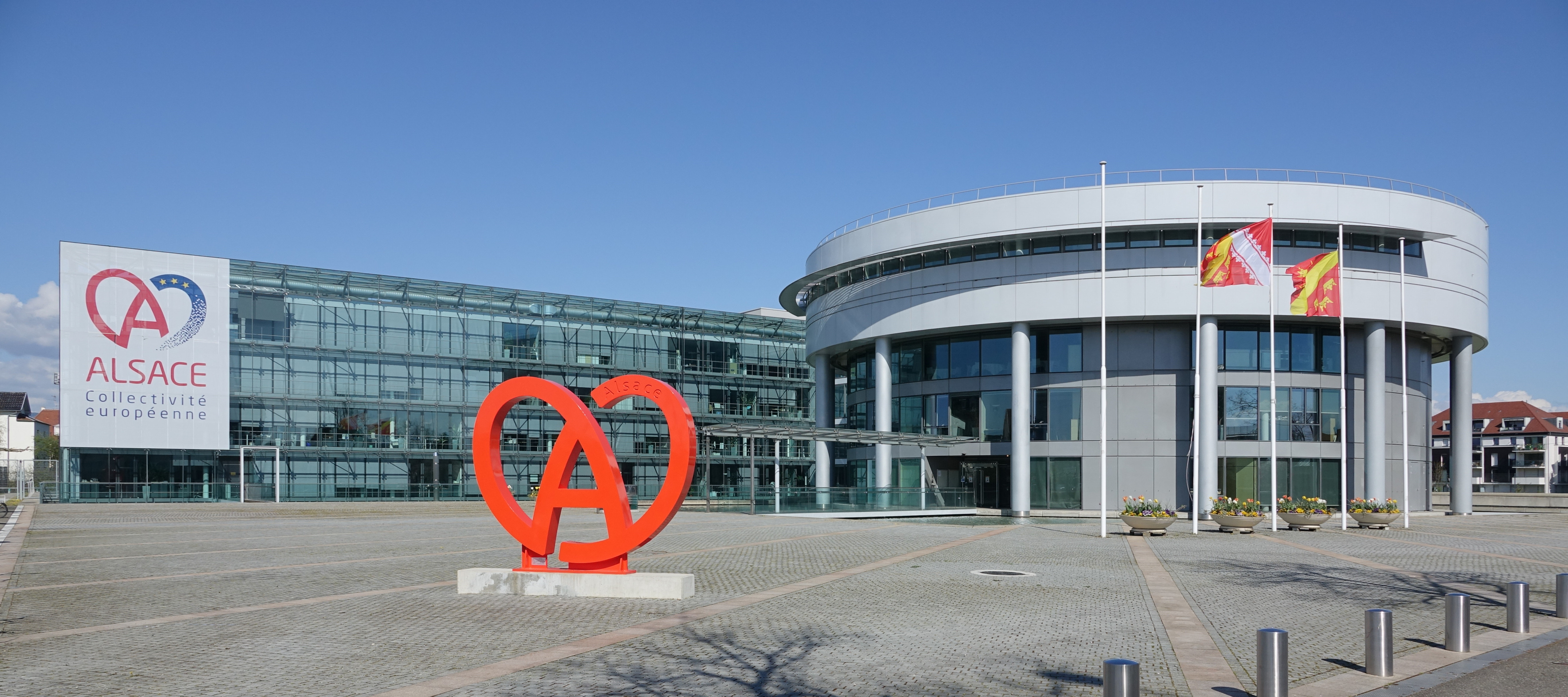
Hôtel de la collectivité européenne d’Alsace de Colmar.

## Historique de l'idée d'une collectivité alsacienne unique

### Contexte
L'origine de l'idée d'Alsace est difficilement précisément datable. Sous l'Empire romain, la vallée du Rhin était reconnue mais ne faisait pas l'objet d'association culturelle spécifique ou très particulière. C'est lors du déclin de l'Empire romain, avec l'installation des Alamans dans la plaine au quatrième siècle, que l'on peut situer le début d'une continuité ethnico-culturelle dans la région. Au fil des siècles et des dominations politiques successives, une culture particulière se constituera.
L'Alsace se trouve donc dans les royaumes de la peuplade germanique franque, l'empire carolingien et ses successeurs, puis environ 700 ans après (selon les zones concernées) dans le Saint-Empire romain germanique. Durant cette période, l'Alsace n'a pas eu de réelle unification politique ou administrative exclusive. Seul le bref duché d'Alsace pourrait postuler à ce titre, mais la région reste somme toute principalement émaillée entre divers seigneuries, comtés et villes libres.
Ce n'est qu'en 1648, après les traités de Westphalie, que la France contemporaine fait progressivement son entrée dans la région avec quelques concessions territoriales du Sud de la région, accordées au roi Louis XIV. On estime ainsi que le royaume de France domine politiquement le territoire de l'Alsace actuelle en 1797-1798, avec la fin du statut de la république de Mulhouse. En somme, à l'avènement de la République française, l'Alsace aura été bien plus longtemps sous le giron des puissances germaniques, que françaises. Et sans politique conséquente d'harmonisation culturelle du territoire français (lesquelles verront surtout le jour dans la seconde moitié du XIXe siècle, soit peu de temps avant que l'Alsace ne soit annexée par le nouvel Empire allemand), l'Alsace et les Alsaciens ont toujours fait office de singularité culturelle et politique au sein des ensembles politiques français.
À la Révolution française, l'ancienne province d'Alsace est divisée en deux départements : le Bas-Rhin et le Haut-Rhin.
Après la défaite française lors de la guerre franco-allemande de 1870, l'Alsace (moins l'arrondissement de Belfort) et une partie de la Lorraine sont rattachées à l'Empire allemand. Ces territoires forment alors le Reichsland Elsaß-Lothringen (« Terre d'Empire d'Alsace-Lorraine »). Le Reichsland est divisé en trois districts : le district de Basse-Alsace qui correspond à l'ancien département du Bas-Rhin avec en plus les cantons de Schirmeck et de Saales, le district de Haute-Alsace qui correspond à l'ancien département du Haut-Rhin moins l'arrondissement de Belfort et le district de Lorraine qui regroupe une partie des anciens départements lorrains de la Meurthe et de la Moselle. Le Reichsland Elsaß-Lothringen, à l'instar des autres Länders, acquiert progressivement une large autonomie au sein de l'Empire allemand, jusqu'à disposer de son parlement et de sa propre constitution.
Lorsque l'Alsace-Lorraine redevient française après la signature du traité de Versailles en 1919, les limites territoriales des trois districts sont conservées pour former les actuels départements du Bas-Rhin, du Haut-Rhin et de la Moselle. Ces trois départements conservent un droit local qui se substitue au droit général français dans certains domaines.
Le terreau culturel et politique est donc favorable à l'émergence de l'idée d'une Alsace unifiée, identifiable comme telle, au sein de la République française.

### 1934: la genèse
L'idée d'une collectivité alsacienne unique n'est pas récente. En 1934, neuf députés alsaciens déposent une proposition de loi pour créer une région Alsace en réunissant les deux départements du Rhin. Ils proposent une organisation originale du territoire français en Alsace en précisant que « la région alsacienne est administrée par une assemblée régionale qui élit en son sein une commission régionale ».
Dans l'exposé des motifs, ils indiquent que « d'une façon générale, la centralisation de l'administration française apparaît, en Alsace, aussi anachronique que malcommode… Les fonctionnaires résidant sur place, obligés d'en référer à Paris font des réponses expectatives, aimables et vagues ».
Dans son livre Passion d'Alsace, Philippe Richert indique que « nous n'en étions pas encore à la décentralisation ; l’État gardait la haute main sur les décisions et leur éventuelle concrétisation ».

### La Seconde Guerre mondiale
L'Alsace (ainsi que la Moselle) est annexée par le Troisième Reich de 1940 jusqu'à la Libération. Le Bas-Rhin et le Haut-Rhin sont réunis pour former le CdZ-Gebiet Elsass (« territoire du chef de l’administration civile d'Alsace ») au sein du Gau Baden-Elsaß (« Pays de Bade-Alsace »).

### La création des régions
La région de programme d'Alsace, regroupant le Bas-Rhin et le Haut-Rhin, est créée en 1956. Elle est administrée par un préfet, siégeant à Strasbourg, à partir de 1964. À la suite de la loi du 5 juillet 1972 portant création et organisation des régions, elle dispose d'un conseil régional dès 1974.
Avec la loi du 2 mars 1982 sur la décentralisation, les régions françaises deviennent des collectivités territoriales et la première élection des conseillers régionaux au suffrage universel direct a lieu en 1986.
L'Alsace est alors, avec la Corse et la Haute-Normandie, l'une des plus petites régions françaises métropolitaines.
En 2007, le conseil économique, social et environnemental régional d'Alsace se déclare favorable à la création d’une collectivité unique de portée régionale, dotée d’un conseil d'Alsace, assemblée délibérante composée de membres élus au suffrage universel dans le respect d’une représentation des territoires et de la population, et d'un exécutif distinct. Cette assemblée régionale devrait exercer les compétences dévolues à la région et aux départements. Ce projet reçut un écho médiatique considérable,.

### Projet de 2011-2013

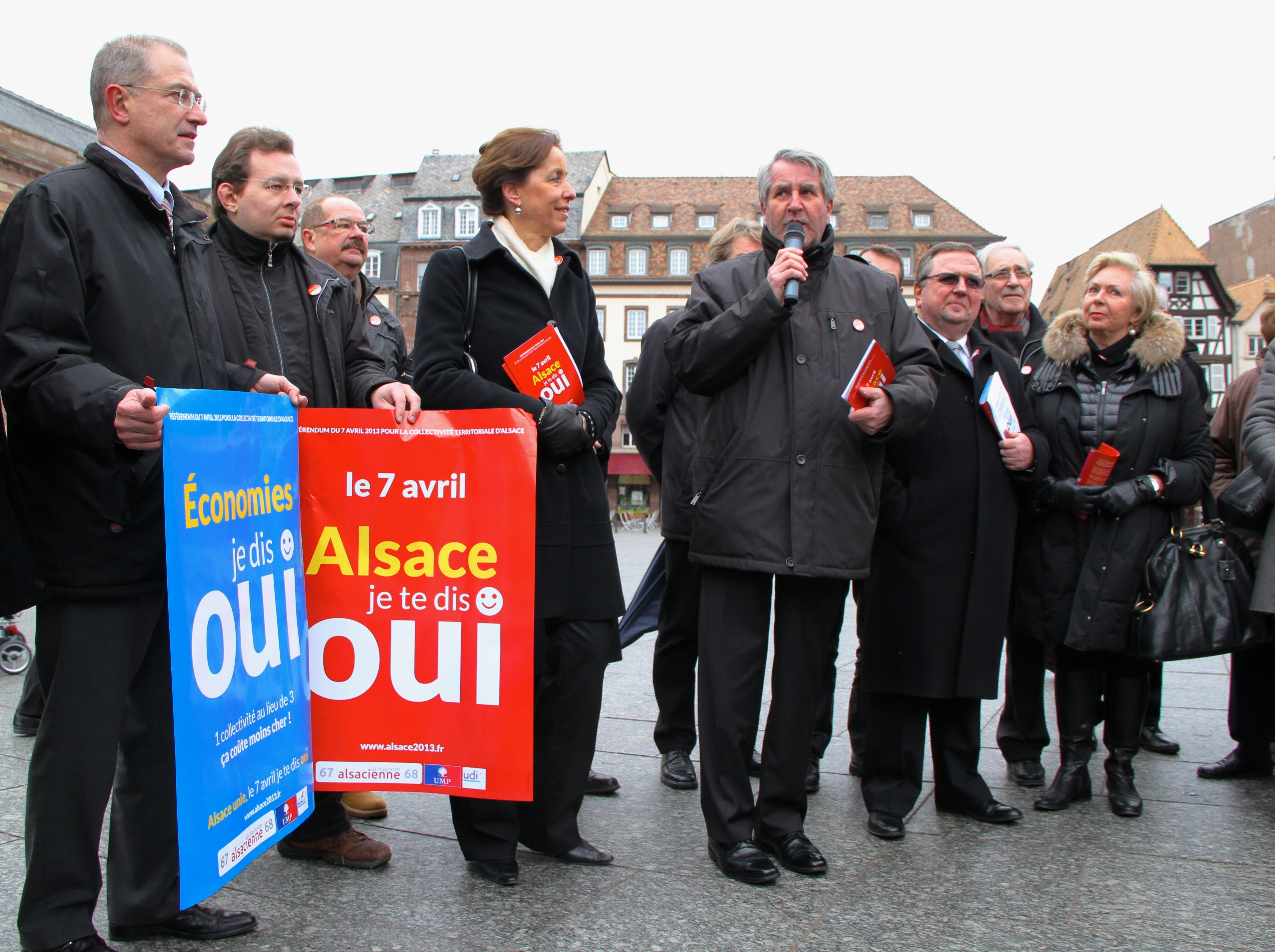
Fabienne Keller, Philippe Richert et André Schneider en campagne pour le oui à la création d'une collectivité territoriale d'Alsace sur la place Kléber à Strasbourg le 2 mars 2013.

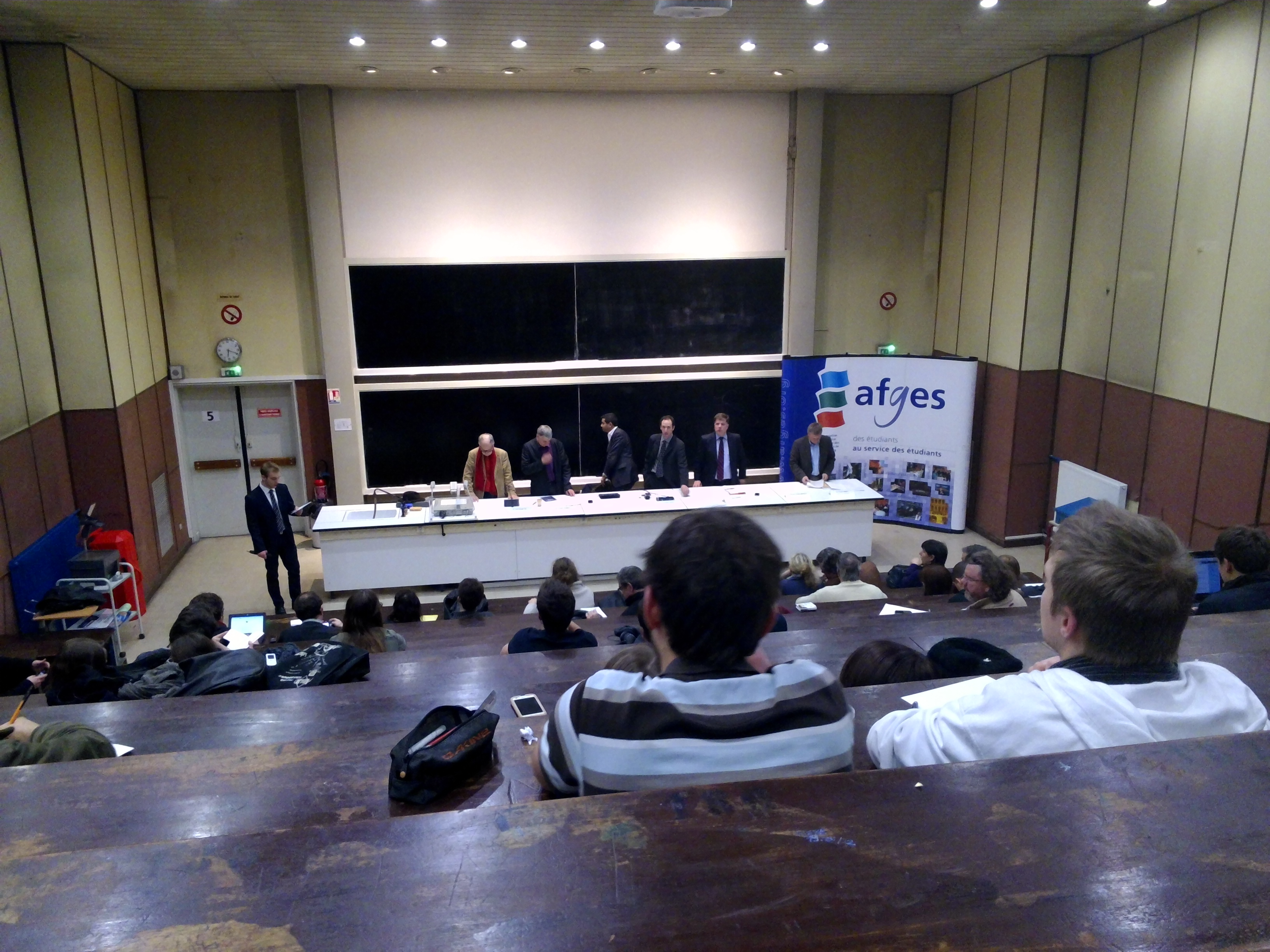
Débat sur la collectivité territoriale d'Alsace organisé par l'AFGES le 28 mars 2013 à l'université de Strasbourg.

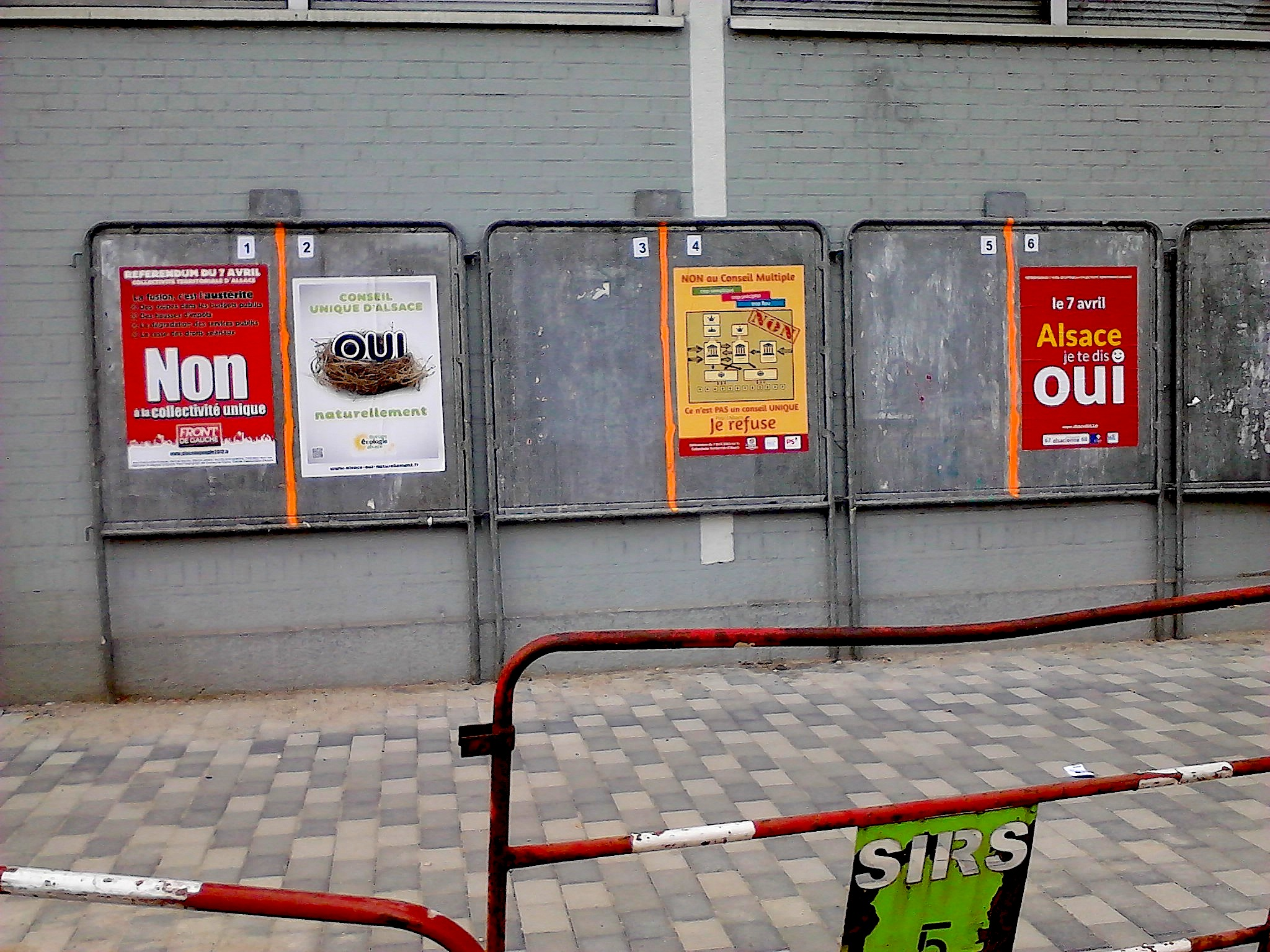
Affiches de campagne.

#### 2011: un pas en avant, un pas en arrière
L'année 2011 semble marquer une certaine accélération dans le projet d'une collectivité unique en Alsace.
Ainsi, fin janvier, les présidents des trois exécutifs, à savoir Charles Buttner (conseil général du Haut-Rhin), Guy-Dominique Kennel (conseil général du Bas-Rhin) et Philippe Richert (ministre délégué chargé des collectivités territoriales et président de la région Alsace), signent une déclaration commune dans laquelle ils s'engagent à consulter les Alsaciens sur la constitution d'une « intercollectivité ».
Après les élections cantonales de mars 2011, les signataires de la déclaration ne sont toutefois plus en accord sur les modalités pratiques de cette coopération. Charles Buttner, s'il n'est pas opposé à la constitution d'une intercollectivité, émet des réserves quant à la consultation référendaire et s'oppose à la création d'un exécutif unique se substituant aux trois exécutifs existants.
Guy-Dominique Kennel, pour sa part, veut aller plus loin que l'intercollectivité et propose plusieurs solutions.
Quatre voies pour l'évolution institutionnelle de l'Alsace se dégagent :
- le statu quo : cette solution consiste à laisser telle quelle la situation institutionnelle de l'Alsace, à savoir l'existence des deux conseils généraux et du conseil régional ;
- une intercollectivité : cette solution consisterait à permettre aux trois assemblées des collectivités de se réunir régulièrement, chacune conservant ses compétences et ses caractéristiques, mais des rencontres régulières permettraient d'harmoniser un certain nombre de politiques entre le Haut-Rhin et le Bas-Rhin ;
- une unique centralisée : cette solution consisterait à créer une collectivité unique se substituant aux trois collectivités existantes et exerçant l'ensemble de leur compétence, dirigée par un exécutif élu de façon traditionnelle entre les élus territoriaux ;
- une collectivité unique territorialisée : cette variante consiste à créer une collectivité unique se substituant aux trois collectivités existantes et exerçant l'ensemble de leur compétence mais dont les conseillers territoriaux seraient élus dans des cantons, un ensemble de 5 ou 6 cantons formant un territoire. L'un des conseillers territoriaux du territoire serait alors désigné président du territoire et exercerait de droit une vice-présidence au sein de la collectivité unique. Cette solution permettrait d'obliger à une territorialisation des politiques de la collectivité unique.

Le 30 mars 2011, le conseil économique, social et environnemental régional (CESER) d'Alsace rend un nouvel avis sur la gouvernance du territoire alsacien intitulé « Pour un conseil d'Alsace », trois ans après son précédent avis sur la question. Le CESER demande que les trois collectivités existantes au sein de la région se rassemblent en une collectivité unique. Ainsi « Le CESER-Alsace appelle à la création d’une collectivité unique d’Alsace, fruit du regroupement des compétences de la région et des départements, dotée d’un conseil unique, d’un exécutif et d’un budget propres. »

#### Procédure juridique applicable à la création d'une collectivité unique
En application de l'article L. 4124-1 du code général des collectivités territoriales créé par l'article 29 de la loi du 16 décembre 2010, la procédure juridique de création d'une collectivité territoriale unique remplaçant une région et ses départements constitutifs comprend plusieurs phases :
1. chaque assemblée délibérante des collectivités concernées doit prendre une délibération demandant à fusionner en une unique collectivité territoriale exerçant leurs compétences respectives ;
2. si le territoire concerné comprend des zones de montagne, le comité de massif compétent dispose d'un délai de trois mois pour rendre un avis non contraignant sur le projet ;
3. En application du II de l'article L. 4124-1, une consultation référendaire des électeurs concernés doit être organisée.

La procédure ne pourra être poursuivie que si le projet de fusion recueille, dans chacun des départements existants, une majorité absolue des suffrages exprimés, correspondant à un nombre de voix au moins égal au quart des électeurs inscrits : il faut ainsi que les électeurs de chaque département pris séparément approuvent le projet à la majorité absolue et que cette majorité représente un quart des inscrits.
Par la suite, la fusion de la région et des départements qui la composent en une unique collectivité territoriale doit faire l'objet de l'adoption d'une loi spécifique, déterminant son organisation et les conditions de son administration dans le respect des grands principes approuvés par les électeurs.

#### Le projet de collectivité territoriale d'Alsace de 2011
En 2011, à l'initiative de Philippe Richert, alors à la fois ministre délégué chargé des collectivités territoriales et président de la région Alsace, la procédure de création d'une collectivité territoriale unique est entrée dans une phase active. Ce projet visa à créer une collectivité territoriale unique rassemblant le conseil régional d'Alsace et les conseils généraux des Bas-Rhin et Haut-Rhin. Il était alors une idée soutenue par des personnalités politiques, du Haut-Rhin comme du Bas-Rhin, de droite comme de gauche. À la suite de la réforme des collectivités territoriales adoptée par le Parlement, le projet de fusion des trois collectivités est mise en route mais le référendum du 7 avril 2013 aboutit à son rejet.

#### Délibérations des collectivités
Le 1er décembre 2011, se tient un congrès regroupant l'ensemble des membres des trois assemblées délibératives alsaciennes :
- le conseil régional d'Alsace ;
- le conseil général du Bas-Rhin ;
- le conseil général du Haut-Rhin.

Ce congrès vote une résolution en faveur de la création de la collectivité territoriale unique. En outre, elle demande que de nouvelles compétences soient attribuées au conseil d’Alsace et qu'un scrutin mixte soit adopté.
En application de l'article L. 4124-1 du code général des collectivités territoriales, cette résolution est ensuite adoptée de manière identique par les organes délibérants des collectivités territoriales concernées par la fusion :
| Collectivité             | Date du vote      | Assemblée délibérative | Votes pour | Votes contre | Abstentions |
| ------------------------ | ----------------- | ---------------------- | ---------- | ------------ | ----------- |
| Congrès d'Alsace         | 1er décembre 2011 | Congrès                | 101        | 1            | 19          |
| Région Alsace            | 13 février 2012   | Conseil régional       | 27         | 1            | 19          |
| Département du Bas-Rhin  | 12 décembre 2011  | Conseil général        | 35         | 4            | 5           |
| Département du Haut-Rhin | 17 février 2012   | Conseil général        | 31         | 0            | 0           |

Le congrès crée également un groupe de projet chargé de proposer l'architecture institutionnelle de la future collectivité. Il est constitué d'acteurs de la vie politique alsacienne, se répartissant entre :
- 7 membres pour chaque assemblée délibérative des trois collectivités territoriales alsaciennes,
- 6 membres du CESER, soit 2 représentants par collège,
- 3 représentants de chaque association départementale des maires,
- 2 représentants de chaque agglomération alsacienne (Colmar, Mulhouse, Strasbourg),
- 4 parlementaires pour chaque département.

Le groupe se réunit à cinq reprises :
- le 21 avril 2012, pour l'audition d’Eduard Belser, ancien conseiller d’État du canton de Bâle-Campagne, et de Willy Stächele, ancien président du Landtag du Bade-Wurtemberg ;
- le 12 mai 2012, pour l'audition d'Éric Jalon, directeur général des collectivités locales au sein du ministère de l’Intérieur, de l’outre-mer et des collectivités territoriales ;
- le 22 septembre 2012, pour l'audition de Richard Kleinschmager, professeur de géographie et de géopolitique à l’université de Strasbourg, Jean-Luc Ginder, économiste, et Robert Hertzog, professeur agrégé de droit public à l’Institut d’études politiques de Strasbourg ;
- et lors de deux réunions, les 6 et 20 octobre 2012.

#### Consultation du comité de massif vosgien
La région Alsace s'étendant sur la partie orientale du massif des Vosges, le comité de massif vosgien a été consulté sur le projet de fusion et émet le 16 mars 2012 un avis favorable.

#### Projet présenté aux électeurs
Le 24 novembre 2012 se tient le second congrès des trois assemblées alsaciennes.
Il adopte une résolution décidant :
- d’approuver les principes d'organisation d'une future « collectivité territoriale d'Alsace » ;
- de prévoir la tenue d'une consultation référendaire le 7 avril 2013, la question qui y sera posée et le rapport annexe soumis aux électeurs détaillant les grands principes du projet (cf. infra).

Il approuve aussi la distribution des rôles entre les villes de Strasbourg, siège de la collectivité et lieu de réunion de l'assemblée délibérative, de Colmar, siège du conseil exécutif et les agences économique et touristique, et de Mulhouse, siège de certaines directions.
La résolution est adoptée par :
- 108 voix pour, dont les 81 élus de la majorité alsacienne (droite), les 10 élus d'Europe Écologie-Les Verts, 8 élus socialistes et les 5 élus du Front national ;
- 5 voix contre, toutes émanant de conseillers généraux socialistes de l'agglomération de Strasbourg ;
- et 9 abstentions venant de conseillers régionaux socialistes, de conseillers généraux socialistes bas-rhinois et d'un conseiller général socialiste haut-rhinois[33].

En application de l'article L. 4124-1 du code général des collectivités territoriales, la résolution sur les modalités d'organisation de la consultation référendaire est ensuite adoptée de manière identique par les organes délibérants des collectivités territoriales concernées par la fusion :
| Collectivité             | Date du vote     | Assemblée délibérative | Votes pour | Votes contre | Abstentions |
| ------------------------ | ---------------- | ---------------------- | ---------- | ------------ | ----------- |
| Congrès d'Alsace         | 24 novembre 2012 | Congrès                | 108        | 5            | 9           |
| Région Alsace            | 25 janvier 2013  | Conseil régional       | 37         | 4            | 6           |
| Département du Bas-Rhin  | 25 janvier 2013  | Conseil général        | 36         | 5            | 0           |
| Département du Haut-Rhin | 25 janvier 2013  | Conseil général        | 28         | 1            | 2           |

#### Contenu du projet soumis aux électeurs

Schéma présentant le projet.

Le projet prévoyait qu'une collectivité territoriale nouvelle remplace le conseil régional d'Alsace, le conseil général du Bas-Rhin et le conseil général du Haut-Rhin. Elle aurait exercé les compétences précédemment dévolues aux trois collectivités remplacées, complétées par de nouvelles compétences transférées par l’État, et disposé d’une compétence générale pour les affaires de l’Alsace. Son siège aurait été fixé à Strasbourg.
Cette nouvelle collectivité aurait été administrée par une assemblée délibérante appelée « assemblée d’Alsace », siégeant à Strasbourg, et par un conseil exécutif d’Alsace, pouvoir exécutif distinct élu par l’Assemblée d’Alsace et responsable devant elle, et siégeant à Colmar. Le conseil économique, social, environnemental régional d’Alsace aurait été maintenu et chargé d'émettre des avis sur toute question entrant dans les compétences de la nouvelle collectivité.

#### Assemblée d'Alsace
Les membres de l'assemblée d’Alsace auraient été élus dans le cadre d’un scrutin mixte combinant les modes de scrutin régional et départemental :
- une partie d'entre eux aurait été élue dans le cadre de cantons, au scrutin majoritaire ;
- l'autre partie aurait été élue à la représentation proportionnelle, dans le cadre de la circonscription électorale régionale avec deux sections départementales. Ce le mode de scrutin devait en outre garantir le respect du principe de parité entre hommes et femmes, imposant que chaque liste soit composée alternativement d’un candidat de chaque sexe.

Le nombre d’élus total aurait diminué de 10 à 20 %.
L’assemblée d’Alsace aurait élu son président et, à la représentation proportionnelle, son bureau ainsi qu’une commission permanente.
En tant qu'assemblée délibérante, l'assemblée d'Alsace aurait eu la charge d'adopter les politiques de la nouvelle collectivité, d'assurer leur planification et de fixer les règles de leur mise en œuvre.

#### Conseil exécutif
Le projet prévoyait que le pouvoir exécutif soit exercé par un conseil exécutif, dirigé par son président au moyen d'une liste élue au scrutin majoritaire par l’assemblée d’Alsace. Cet exécutif aurait pu être renversé par l'assemblée au moyen de l'adoption d'une motion de défiance.
Le rôle du conseil exécutif aurait été de diriger l'action de la collectivité dans tous ses domaines d'intervention, en préparant et exécutant les délibérations et en administrant la collectivité.

#### Compétences
La collectivité territoriale d’Alsace devait exercer l’ensemble des compétences précédemment dévolues au conseil régional d’Alsace et aux conseils généraux du Bas-Rhin et du Haut-Rhin et les compétences qui lui auraient été transférées dans le cadre de l’acte III de la décentralisation.
Elle aurait pu aussi intervenir dans des champs de compétences spécifiquement demandé, à l’exclusion des domaines garantis par la Constitution, afin de créer des dynamiques nouvelles, notamment dans les domaines de :
- la coopération transfrontalière[36] ;
- l’économie et l’innovation ;
- l’orientation, la formation professionnelle et l’éducation ;
- la culture et le patrimoine ;
- la mobilisation des fonds européens ;
- les langues et la culture régionales ;
- le logement et l’habitat.

Les défenseurs du projet souhaitaient que la collectivité territoriale soit dotée d'une capacité réglementaire expérimentale lui permettant d'adapter l’action publique aux spécificités de l’Alsace.

#### Autres instances
Des conférences départementales (Bas-Rhin et Haute-Alsace), sans personnalité juridique, constituées des conseillers d'Alsace de chaque département, étaient prévues afin de permettre de mener des travaux de concertation, d'évaluation et de proposition en direction du conseil exécutif d'Alsace, veillant notamment à l’équité financière territoriale.
Au sein de la collectivité, des conseils de territoire de vie devaient être composés des membres de l’assemblée d’Alsace élus dans le ressort géographique du territoire et présidés par un vice-président du conseil exécutif. Ils devaient participer à la mise en œuvre des politiques de la collectivité territoriale d’Alsace dans le cadre d'un dialogue avec les huit à douze territoires qui seront identifiés.
Par ailleurs, le projet prévoyait une fusion des différentes agences de développement économique et de développement touristique des trois collectivités afin de créer :
- une seule agence de développement économique se substituant à Alsace International, au comité d’action économique du Haut-Rhin et à l'agence de développement économique du Bas-Rhin ;
- une seule agence de développement touristique se substituant au comité régional du tourisme, à l'association départementale du tourisme du Haut-Rhin à l'agence de développement touristique du Bas-Rhin et à la fédération régionale des offices de tourisme et syndicats d’initiative.

Enfin deux autres organismes auraient été amenés à être plus étroitement associés : la Maison de l’Alsace à Paris et le Centre européen d’études japonaises en Alsace.

#### Référendum du 7 avril 2013

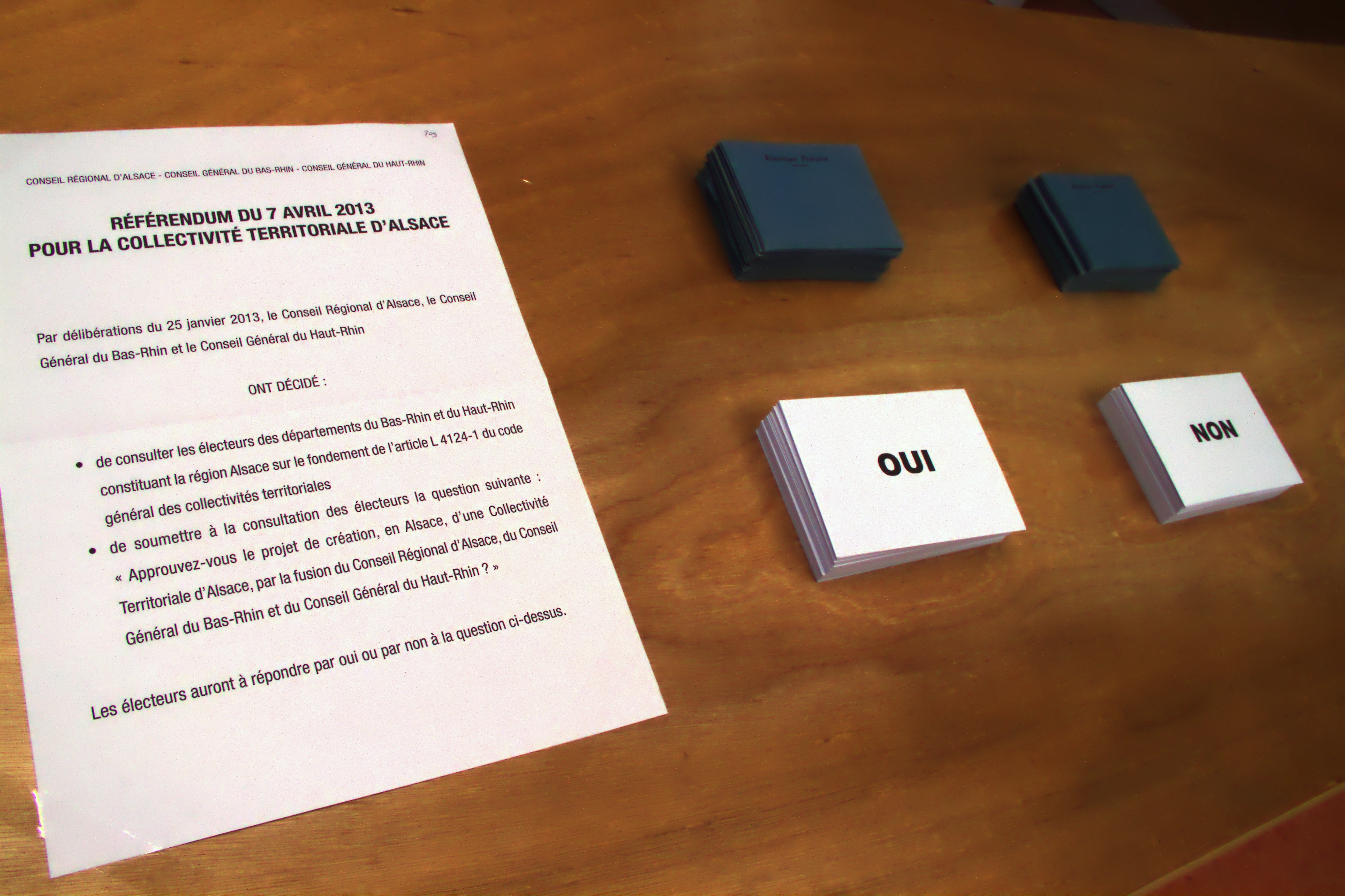
Bulletins de vote pour le référendum sur la Collectivité territoriale d'Alsace du 7 avril 2013.

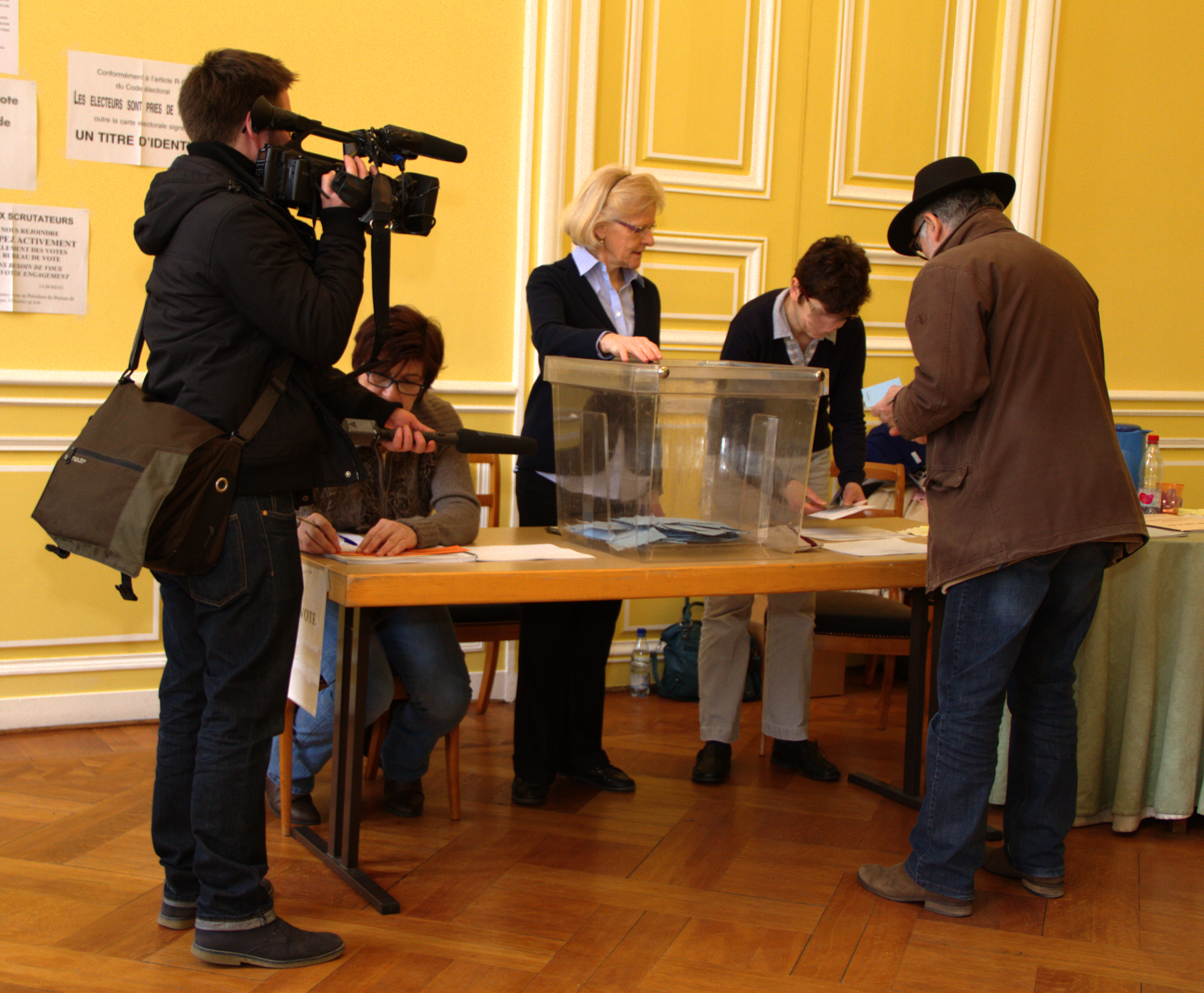
Déroulement du scrutin à l'hôtel de ville de Strasbourg lors du référendum.

En application du II de l'article L. 4124-1, une consultation référendaire des électeurs concernés est organisée.
Elle a lieu le 7 avril 2013.
La question posée aux électeurs est :

« Approuvez-vous le projet de création d’une collectivité territoriale d’Alsace par fusion du conseil régional d’Alsace, du conseil général du Bas-Rhin et du conseil général du Haut-Rhin, répondant aux principes généraux énoncés ci-joint ? »

La procédure ne peut être poursuivie que si le projet de fusion recueille, dans chacun des départements existants, une majorité absolue des suffrages exprimés, correspondant à un nombre de voix au moins égal au quart des électeurs inscrits, faisant de la participation minimale un des enjeux du scrutin.
Pour le référendum, sept groupes disposent d'un panneau d'affichage. Quatre appellent à voter « non » et trois « oui » :
- Regroupement pour l'expression d'un « non » de progrès ;
- Groupe inter-collectivités des écologistes ;
- Groupe Front national ;
- Intergroupe élus socialistes et républicains ;
- Rassemblement du « non » ;
- Intergroupe Majorité alsacienne ;
- PS 68 et élus indépendants.

La mise en place de la collectivité territoriale unique devait avoir lieu à l'expiration des mandats des conseils régional et généraux existants, prévue au départ en mars 2014 mais l'échec du référendum (abstention trop importante dans le Bas-Rhin, doublée d'un non à près de 56 % dans le Haut-Rhin) stoppe le processus.

### Rejet de la création de la région Grand Est et «désir d'Alsace»
Après l'échec du référendum, et suivant l'acte III de la décentralisation (2013), a été créée une région Grand Est issue de la fusion des anciennes région Alsace, région Champagne-Ardenne et région Lorraine. Les contours de celle-ci ayant été unilatéralement décidés par le Président François Hollande, cette nouvelle réforme territoriale provoque immédiatement une grande contestation en Alsace,,,,,.

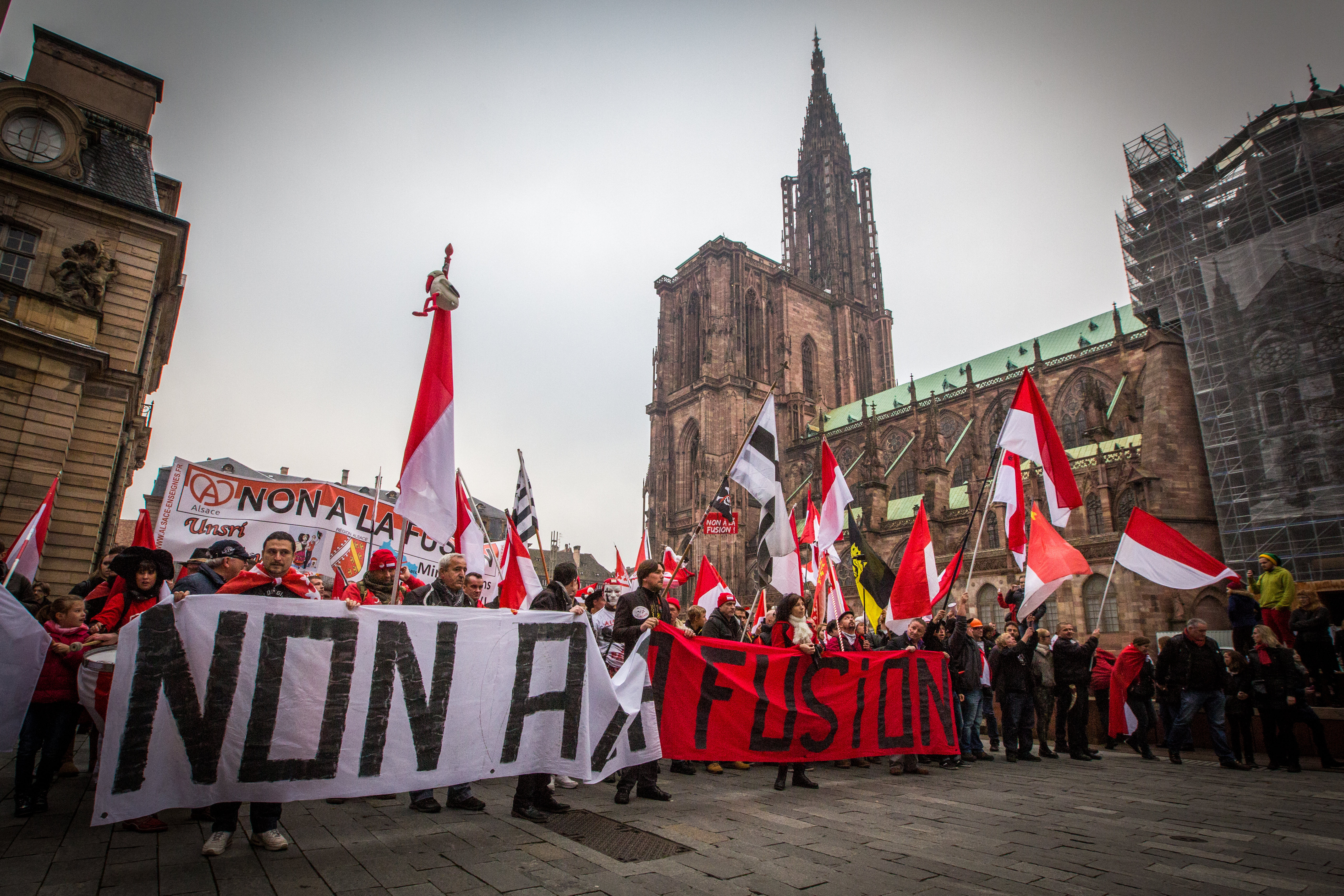
Manifestation en Alsace contre la fusion.

Cette fusion a fait l'objet de débats enflammés en Alsace, ou elle s'est heurtée à une opposition farouche, tant de la part des élus que de la population. Elle a ainsi donné lieu à plusieurs manifestations rassemblant à chaque fois plusieurs milliers de personnes.
Sur le plan politique, aucun élu alsacien n'approuve cette fusion. Les députés PS alsaciens Armand Jung et Philippe Bies étaient favorables à la fusion administrative avec la seule Lorraine, mais ne se prononcent pas sur la fusion avec la Champagne-Ardenne. Dans le reste de la nouvelle grande région, deux députés UMP des Ardennes votent pour la fusion, alors que Jean-Paul Bachy, président de la région Champagne-Ardenne, est contre une fusion avec l'Alsace. Les députés lorrains sont très partagés : ont voté pour la fusion les onze députés du PS, et contre, les dix députés UMP. En ce qui concerne le projet de faire une fusion Alsace-Lorraine, les conseillers régionaux lorrains de gauche étaient plutôt pour alors que ceux de droite (UMP et FN) étaient plutôt contre,.
Pour tenter de calmer le mécontentement alsacien, Strasbourg est choisie comme siège de région par la loi (I. 4° de l'article 2 de la loi du 16 janvier 2015). C'est le seul des chefs-lieux des nouvelles régions pour lequel c'est le cas. Plusieurs élus lorrains et champenois ont alors critiqué ce choix fait sans concertation locale.
Dans un rapport intitulé La démocratie locale et régionale en France, le Congrès des pouvoirs locaux et régionaux du Conseil de l’Europe a par ailleurs critiqué cette réforme territoriale, les rapporteurs se montrant « préoccupés par l’absence de véritable consultation des collectivités locales avant le vote de la loi entrée en vigueur le 1er janvier 2016, ainsi que par le déséquilibre financier entre les collectivités territoriales dû à un système inadapté de péréquation et à une recentralisation au niveau national des décisions fiscales locales ». Cette analyse conforte les opposants à la réforme.
La forte opposition initiale en Alsace, ne décroissant absolument pas dans les années suivant l'entrée en vigueur de la réforme, bien au contraire,,,,,, les élus alsaciens, conscients du mécontentement mais encore marqués par le douloureux référendum de 2013, recommencent à publiquement contester le bien-fondé de la fusion ainsi opérée. Les résultats électoraux du parti régionaliste Unser Land, qui réalise des scores historiquement haut aux élections départementales et régionales en Alsace, et emmène pour la première fois depuis la Seconde Guerre mondiale un candidat autonomiste au second tour de l'élection législative de 2017, alertent les élus des autres partis et le gouvernement sur l'urgence de la question.
Des initiatives visant à ressusciter l'ancienne région Alsace se font alors jour tant de la part d'élus, de partis politiques, que de la société civile. Une fusion des départements du Haut-Rhin et du Bas-Rhin est alors envisagée comme préalable à cette possible révision de la nouvelle région Grand Est, à l'initiative des conseils départementaux des deux ensembles,,. Le président de la République Emmanuel Macron refusant catégoriquement, malgré une contestation qui ne faiblit pas, de revenir sur le découpage régional de 2015, bloque toute possibilité de sortie du Grand Est. En réponse cependant aux critiques et aux appels des élus et de la société civile alsacienne, le président Macron indiquait qu'il ne serait pas hostile à une solution intermédiaire, soit la fusion des départements du Haut-Rhin et du Bas-Rhin dans l'objectif de former une « entité » alsacienne, aux compétences élargies,. Une mission en ce sens a effectivement été confiée au préfet Jean-Luc Marx en février 2018.
Ce dernier a rendu son rapport le 20 juin 2018, dont les conclusions ont été rendues publiques le 3 août 2018, celui-ci y indique :

« À l’issue de ces semaines d’échanges denses et de préparation assidue, je suis conduit à une double certitude : il existe un véritable « désir d’Alsace », une quête de connaissance et de reconnaissance dont le contenu n’est certes pas seulement institutionnel. L’Alsace culturelle, linguistique, historique, climatique… existe et nombre de ses habitants aspirent à être identifiés à ce territoire ; les territoires objets de mon rapport présentent des spécificités que l’État peut reconnaître, valoriser dans l’intérêt de ses habitants comme de la communauté nationale. (…) »

Ce rapport ambitieux, ouvre donc la voie à une concertation pour la création d'une collectivité à statut spécifique, au sein de la région Grand Est au moins dans un premier temps, débutant par la fusion des départements avec l'octroi de nouvelles compétences.
Jacqueline Gourault, ministre de la cohésion des territoires, a été mandatée par le Premier ministre pour mener les concertations,. L'intéressée affirme à l'occasion des discussions que « le gouvernement fera tout pour que cela aboutisse »,, malgré l'opposition marquée de la région et surtout de son président, Jean Rottner, à autre chose qu'une éventuelle simple fusion des départements au sein de la région Grand Est et sans nouvelle compétence.
Le rapport fait donc sérieusement bouger les lignes dans le débat institutionnel au sein même de la nouvelle région et ouvre la voie à une évolution institutionnelle par rapport à la réforme de 2015.
Cette évolution probable interpelle et inquiète toutefois nombres d'élus des autres départements, qui y voient un risque sur le devenir et la subsistance même de la région Grand Est, à moins de bénéficier eux-mêmes des mêmes prérogatives,,,.
Certains élus et responsables politiques mosellans de diverses sensibilités ont, de leur côté, profité de ce rapport pour relancer aux côtés de leurs confrères alsaciens l'idée d'un éventuel « décrochage » de la région Grand Est et la création d'une région Alsace-Moselle,. Cet objectif vient principalement d'une volonté de sauvegarder le droit local d'Alsace-Moselle et de nombreux points communs tel que les langues, la formation professionnelle, l'économie transfrontalière, et la culture régionale. L'idée encore minoritaire trouve en effet un écho croissant auprès des populations concernées depuis la création de la nouvelle région.
Le 24 octobre 2018, la ministre Jacqueline Gourault annonce que « le gouvernement est prêt à soutenir la création d’une collectivité alsacienne qui serait faite à partir des deux départements ». Cette collectivité resterait dans la région Grand Est mais bénéficierait — en plus des compétences des départements — de « compétences particulières qui sont dues au transfrontalier notamment et à l’identité alsacienne rhénane ».
Le 29 octobre 2018, le Premier ministre Édouard Philippe, la ministre de la cohésion des territoires et des relations avec les collectivités territoriales Jacqueline Gourault, le ministre de l’éducation nationale Jean-Michel Blanquer, la ministre chargée des transports Élisabeth Borne, le président du conseil régional du Grand Est Jean Rottner et les présidents des conseils départementaux du Bas-Rhin Frédéric Bierry et du Haut-Rhin Brigitte Klinkert ont signé un acte créant la « Collectivité européenne d'Alsace ». Cette nouvelle collectivité verra le jour le 1er janvier 2021. Sa création a été actée par décret du 27 février 2019, le projet de loi définissant les compétences de cette nouvelle collectivité étant présenté en conseil des ministres le même jour. Lors de son examen, le Conseil d’État s’oppose notamment au choix du nom « collectivité européenne », susceptible d’engendrer des confusions quant à la nature de la nouvelle collectivité territoriale. Le projet est déposé au Sénat le 27 février 2019, sa discussion en séance publique étant prévue au début du mois d'avril. Le projet de loi est adopté par le Sénat le 23 juillet 2019 et par l'Assemblée nationale deux jours plus tard, le 25 juillet. La loi adoptée est promulguée le 2 août.
Dès le mois d'octobre 2020, une centaine de routes sont renumérotées afin d'éviter les doublons entre le Bas-Rhin et le Haut-Rhin.
L'ordonnance du 28 octobre 2020 portant diverses mesures institutionnelles relatives à la création de la collectivité européenne d'Alsace précise notamment que l'adresse de la collectivité est située de manière transitoire à Strasbourg. Le conseil départemental d'Alsace aura ensuite jusqu'au 30 juin 2021 pour fixer le siège. Parmi les autres mesures, citons la possibilité de créer un établissement public d'incendie et de secours d'Alsace ainsi que la création d'une maison des personnes handicapées de la collectivité européenne d'Alsace le 1er janvier 2022. Une autre ordonnance du 28 octobre 2020 précise les règles budgétaires, financières, fiscales et comptables applicables à la collectivité.
Un sondage BVA d'avril 2019 sur le découpage régional de 2015, réalisé pour la presse régionale, indiquait un mécontentement des habitants contre la création de la région Grand Est : 69 % des habitants de la région s'en disant insatisfaits. La proportion est de 70 % en Champagne-Ardenne et va jusqu'à 82 % en Alsace. Les Alsaciens indiquent même selon un sondage IFOP publié le 7 janvier 2020 dans la presse régionale souhaiter à 68 % que la future collectivité européenne d'Alsace quitte la région Grand Est pour redevenir une région de plein exercice, confirmant encore une hostilité ancrée et une véritable défiance à l’encontre de la grande région dans ce territoire. La majorité de la population alsacienne est donc encore relativement indifférente à la création de la nouvelle entité tant qu'elle n'a pas pour effet la recréation de la région Alsace, ceux qui sont intéressés au sujet préférant n'y voir qu'une simple étape en vue de cet objectif.

### 2021: mise en place de la collectivité européenne d'Alsace
La séance inaugurale de la collectivité a lieu le samedi 2 janvier 2021 à Colmar. Frédéric Bierry, l'ancien président du conseil départemental du Bas-Rhin, candidat à la présidence face à Ludivine Quintallet, élue au sein du groupe Alsace Écologiste Citoyenne et Solidaire, est élu par 75 voix sur 79 votants. La séance permet également de composer la nouvelle commission permanente et la désignation des 15 vice-présidents.
Le Premier ministre Jean Castex se rend à Colmar le samedi 23 janvier 2021 et rencontre les nouveaux conseillers d'Alsace. Il y déclare qu'il n’a « jamais été convaincu par ces immenses régions, dont certaines ne répondent à aucune légitimité historique, et surtout ne […] paraissent pas répondre aux besoins grandissants de nos concitoyens pour une action publique de proximité ». Il se dit favorable « à un élargissement des compétences de la collectivité » à terme et confie à la préfète la négociation d’un plan de relance à l’échelle alsacienne en lien avec la nouvelle collectivité. Consécutivement aux déclarations du Premier ministre, le président de la collectivité européenne d'Alsace, Frédéric Bierry, appelle au démembrement de la région Grand Est et au transfert de ses compétences à la nouvelle collectivité.
Une ordonnance publiée le 26 mai 2021 donne à la collectivité européenne d'Alsace la possibilité d'instaurer une taxe sur le transport routier de marchandises . Cette possibilité est confirmée par le Parlement le 17 février 2022 et devrait être mise en place en 2024.
Lors de la séance plénière du 27 septembre 2021, Strasbourg est confirmée comme siège de la collectivité et Colmar conserve la tenue des assemblées (à l'exception du vote du budget).

### Vers une évolution institutionnelle de la collectivité
Le 21 décembre 2021, la collectivité européenne d’Alsace lance une consultation citoyenne sur la sortie de l’Alsace de la région Grand Est et la reconstitution d’une région Alsace. Le président de la collectivité, Frédéric Bierry, précise que cette consultation aura une portée politique et non juridique. Le 21 février 2022, les résultats de la consultation sont annoncés à Colmar. Sur les 153 844 bulletins validés, 92,4 % (142 200 voix) se sont exprimés en faveur de la sortie de la région Grand Est.
Le 6 septembre 2022, plusieurs parlementaires alsaciens sont reçus par le ministre de l’intérieur, Gérald Darmanin, en vue d’une évolution du statut de la Collectivité européenne d’Alsace.
En juin 2022, une proposition de loi des députés Patrick Hetzel et Raphaël Schellenberger (Les Républicains) prévoit que « les électeurs d’une région supprimée en 2015 puissent en obtenir le rétablissement par référendum ». En octobre 2022, le député mosellan Laurent Jacobelli (Rassemblement national) déclare qu’il va proposer une loi sur la sortie de l’Alsace de la région Grand Est. Sept députés de la majorité présidentielle souhaitent également déposer une proposition de loi qui transformerait la collectivité européenne d’Alsace en collectivité territoriale unique cumulant les compétences d’une région et des départements. Le texte aurait dû être débattu fin 2023 ou début 2024.
En mai 2023, des élus corses dépose une motion pour soutenir l’Alsace dans sa volonté de quitter la région Grand Est.
Début 2024, dans le contexte d'avancées pour un statut constitutionnel particulier de la Corse, de nouvelles initiatives sont prises en vue de faire de la collectivité européenne d’Alsace une collectivité unique. 
Un nouveau sondage IFOP publié en juin 2025 indique que 72% des Alsaciens souhaitent que l'Alsace sorte de la région Grand Est.
En août 2025, dans le contexte des débats sur l'autonomie de la Corse, le président de la collectivité européenne d'Alsace Frédéric Bierry demande la mise en place d'une collectivité unique réunissant région et départements à l'échelle de l'Alsace.

## Identité visuelle
Le « A cœur » est le logo de la marque partagée Alsace lancée en 2012. Celui-ci évoque un bretzel ou une coiffe traditionnelle entourant la lettre A (comme Alsace). Le rouge et le blanc sont les couleurs traditionnelles de l'Alsace. Accompagné des mentions Alsace et Elsass (en alsacien), il est utilisé comme identifiant territorial sur les plaques d'immatriculation. Le logo de la collectivité européenne d'Alsace y ajoute la couleur bleue et les étoiles du drapeau européen. Les panneaux de signalisation officiels, portant les indications « Alsace » et « département du Bas-Rhin (ou du Haut-Rhin) », sont installés en mars 2021.

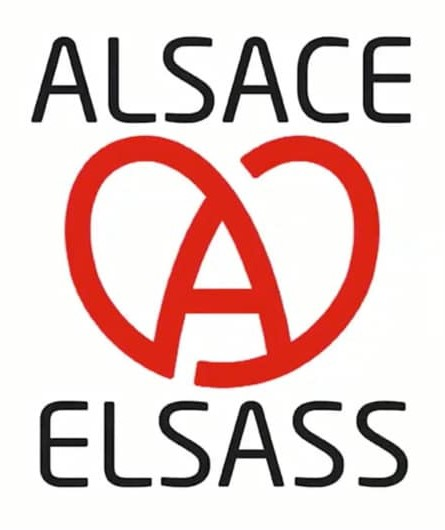
Logo « A cœur » utilisé sur les plaques d'immatriculation.
Logo de la collectivité européenne d'Alsace.
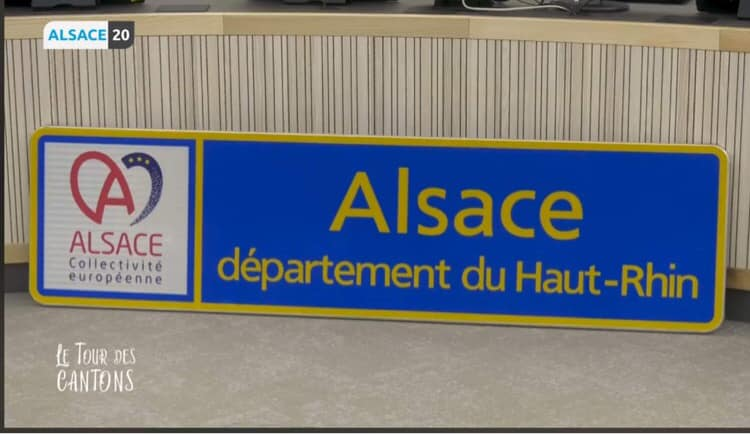
Panneau de signalisation officiel de la collectivité européenne d'Alsace.

Il existe deux versions du blason et du drapeau de l'Alsace. La première est une juxtaposition des armes de la Basse-Alsace et de la Haute-Alsace, elle a été homologuée par les préfets du Bas-Rhin et du Haut-Rhin en 1948. La seconde ajoute les six couronnes de la Haute-Alsace sur le blason de la Basse-Alsace et était précédemment utilisée comme identifiant territorial sur les plaques d'immatriculation par la région Alsace.

Juxtaposition des armes de la Basse-Alsace et de la Haute-Alsace.
Fusion des armes de la Basse-Alsace et de la Haute-Alsace.

Le « Rot un Wiss » (rouge et blanc, en alsacien) est un drapeau reprenant les couleurs traditionnelles de l'Alsace. Parfois appelé « drapeau historique », il n'a cependant jamais reçu de reconnaissance officielle.

Le « Rot un Wiss ».